# Сорочья хохлатая кукушка
Сорочья хохла́тая куку́шка (лат. Clamator jacobinus) — вид птиц из семейства кукушковых. Обитают в Африке и Азии (Индия, Шри-Ланка, часть Мьянмы). В Индии частично перелётный вид. Из-за сроков прилёта считается предвестником муссонных дождей. Ассоциируется с птицей из индийской мифологии, известной как чатака (санскрит चातक), имеющей вид птицы с клювом поднятым вверх, которая ждёт дождей, чтобы утолить жажду.

## Таксономия
Сорочья хохлатая кукушка была описана французским натуралистом Жоржем-Луи Леклерком, графом де Буффоном в его «Естественной истории птиц»  (Histoire Naturelle des Oiseaux) в 1780 году.  Этот вид был также изображён на вручную раскрашенной гравюре Франсуа-Николя Мартине из «Planches Enluminées D'Histoire Naturelle», выполненных под наблюдением Эдме-Луи Добантона для иллюстрирования текста Буффона. Ни в подписи к таблице, ни в описании Буффона не было дано научного названия, но в 1783 году голландский натуралист Питер Боддерт предложил латинское название Pelecanus leucogaster в своём указателе к «Иллюстрированным таблицам» (фр. Planches enluminées) Эдме Луи Добантона. В этом указателе он, следуя Линнею, предложил биномиальную номенклатуру для многих описанных Бюффоном видов.  Типовое место нахождения — Коромандельское побережье на юго-востоке Индии.

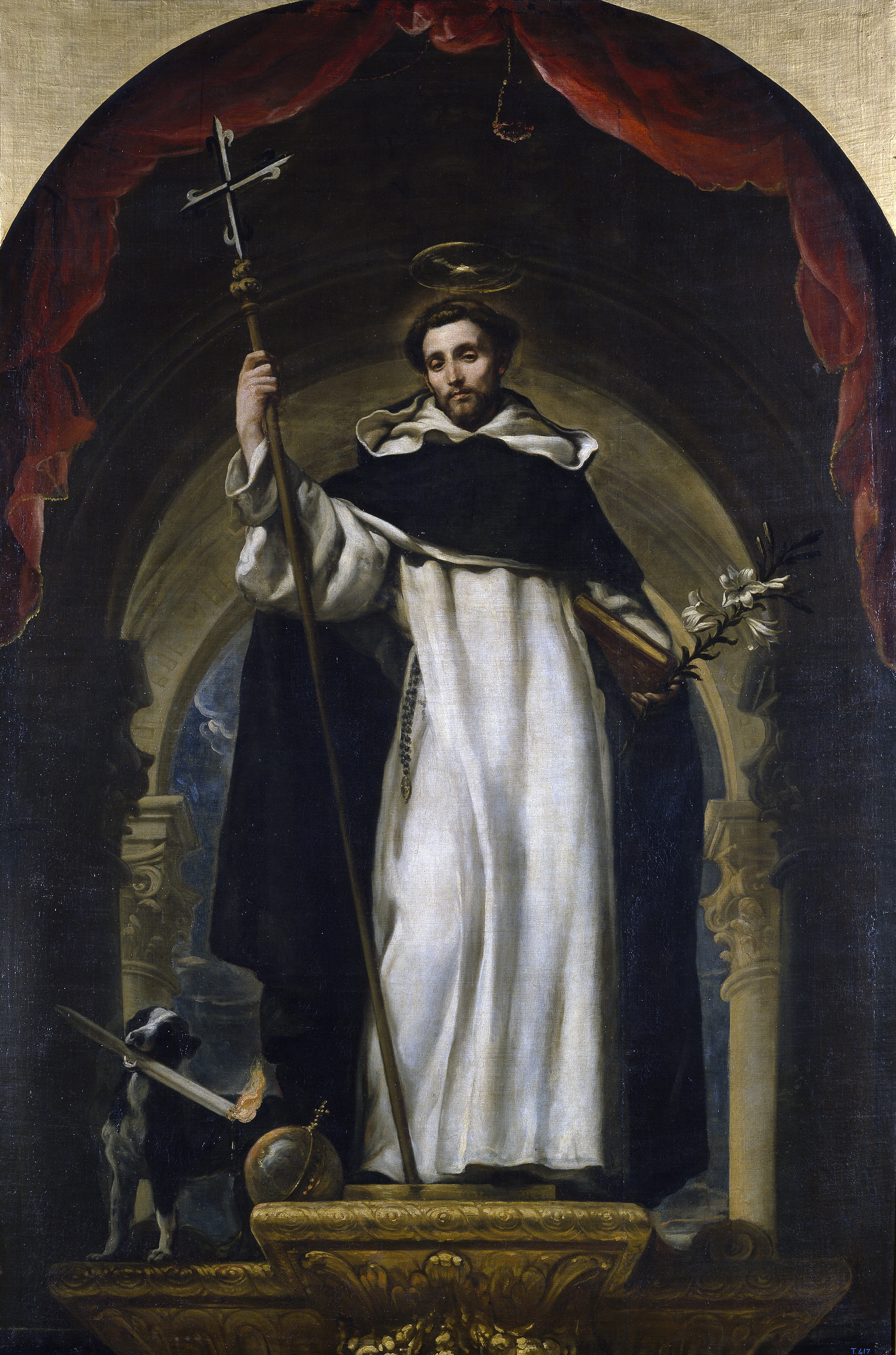
Св. Доминик

Современное название рода Clamator было предложено немецким натуралистом Иоганном Якобом Каупом в 1829 году для типового вида хохлатой кукушки (Clamator glandarius).  Это слово происходит от латинского слова «крикун» от clamare, «кричать». Видовое название «jacobinus», как и английское видовое имя «Jacobin cuckoo» относятся к пестрому оперению, которое напоминает черно-белую одежду монахов, принадлежащих к доминиканскому ордену. Во Франции доминиканцы прежде были известны как «якобиты», потому что первая резиденция ордена в Париже была при церкви св. Иакова.
Известны три подвида с следующими гнездовыми ареалами:
- C. j. jacobinus (Boddaert, 1783) — южная Индия, Шри-Ланка, южная Мьянма.
- C. j. pica (Hemprich & Ehrenberg, 1833) — Африка к югу от Сахары к северу от Замбии и Малави, к северо-западу в Индии до Непала и Мьянмы
- C. j. serratus (Sparrman, 1786) — Южная Африка, южная Замбия

## Описание

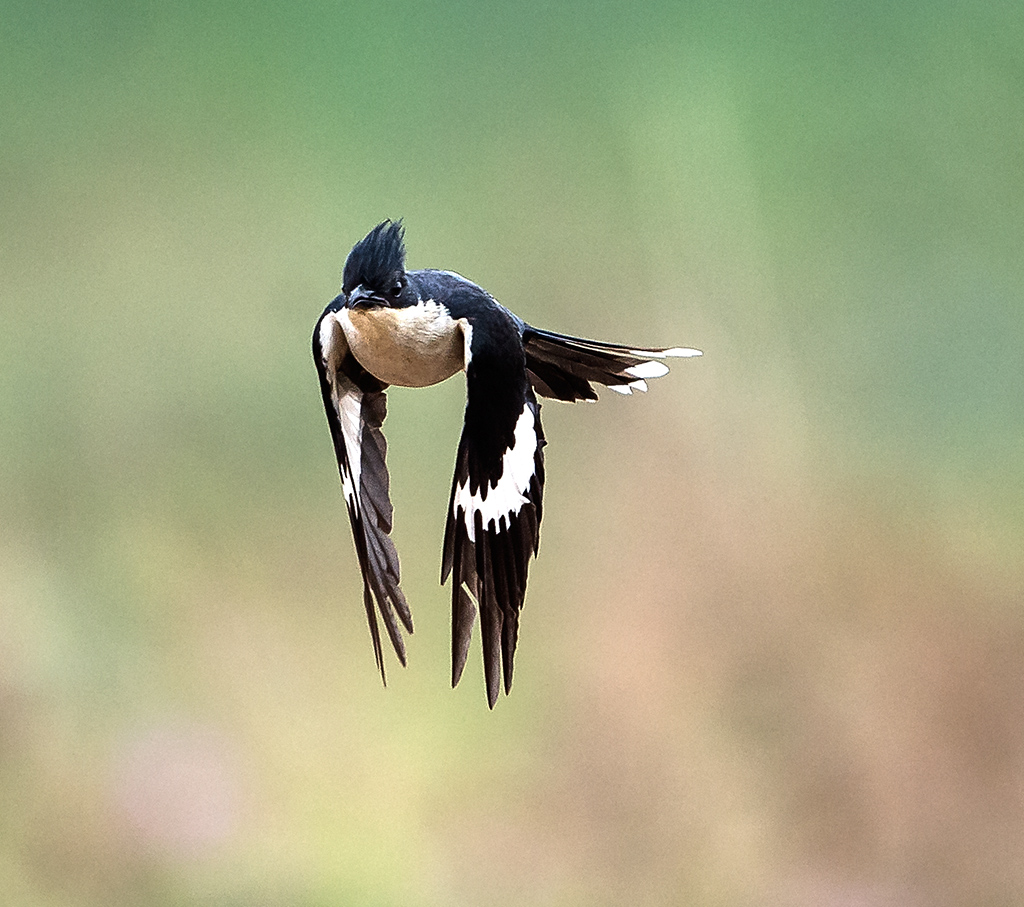
В полёте (хорошо заметны белые пятна на крыльях и белая оторочка хвоста).

Эта стройная черно-белая кукушка среднего размера с большим хохлом — легко узнаваемая птица. Белое пятно на чёрном крыле делают её определение безошибочным даже в полете. Во время сезона размножения они очень громогласны. Крик представляет собой серию свистов «пиу-пиу», у  номинальной формы крик более быстрый и чуть более мягкий.
В Индии подвид C. j. serratus (Sparrman, 1786) является летним гнездящимся видом северной Индии и, как полагают, мигрирует в южную Африку. Он крупнее и длиннокрылее, чем номинальный подвид, обнаруженный в южной части полуострова, а в Шри-Ланке сорочья кукушка считается местным мигрантом. Не существует убедительных доказательств в поддержку фактической миграции в Африку. 

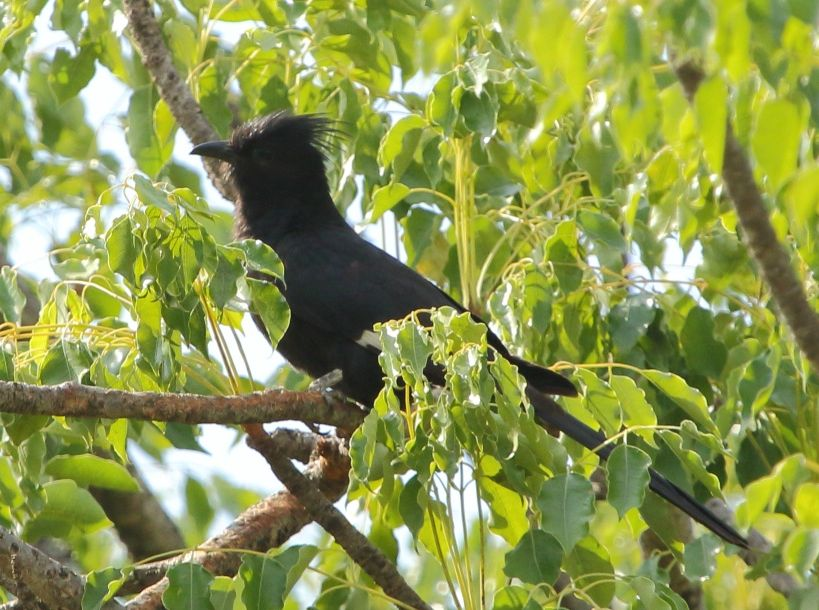
Чёрная фаза сорочьей кукушки в Квазулу-Натале (провинции ЮАР)

В Африке подвиды serratus и pica (Hemprich & Ehrenberg, 1833) имеют две фазы: пеструю фазу с белым или белесым брюхом и чёрную фазу, у которой белый цвет присутствует только на крыловом пятне. Спаривание, по-видимому, ассортативно: самцы в пестрой фазы спариваются преимущественно или исключительно только с самками также пестрой фазы. В Средней Африке отмечена рыжая цветовая фаза. Отсутствует ясность в соотношении изменчивости окраски и миграции. Предполагают, что подвид pica является формой, которая мигрирует между Африкой и Индией, однако орнитологи Расмуссен и Амбертон (2005) напротив считают, что serratus является правильным названием для афро-индийских мигрантов.
В прошлом были предложены некоторые другие африканские подвиды, такие как hypopinarus из Южной Африки и caroli из Габона.

## Распространение и места обитания
Вид распространён к югу от Сахары в Африке и к югу от Гималаев в Индии. Также найден в Шри-Ланке и некоторых частях Мьянмы. В пределах Африки известны пролёт этого вида, хотя он ведёт оседлый образ жизни в тропической Африке. Популяции из Восточной Африки мигрируют и передвигается через южную Аравию в Индию в течение апреля.  Места обитания этого вида - колючие сухие кустарниковые заросли или открытые леса паркового типа, он избегает областей с густым лесом и слишком сухие районы. 

## Поведение и экология
В период размножения самцы кричат с хорошо заметных наблюдательных постов и гоняются друг за другом с медленными взмахами крыльями, и хлопками ими, подобными голубиным. В Африке у этого вида отмечено брачное кормление. 

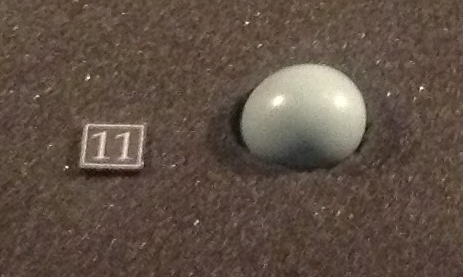
Яйцо Clamator jacobinus.

Этот вид является гнездовым паразитом, и в Индии его хозяином являются в основном виды дроздовых тимелии рода Turdoides. Цвет яиц сорочьей кукушки соответствует цвету яиц хозяев, обычно бирюзово-синих. Яйца кукушки немного крупнее, чем у длиннохвостой дроздовой тимелии (T. caudatus) или полосатой тимелии (T. striata). К другим хозяевам относится розовобрюхий настоящий бюльбюль, а откладываемые в его гнезда яйца кукушки, обычно, белые. В гнездо хозяина яйца кукушки откладывают весьма поспешно по утрам. Яйцо выпадает из яйцевода в то время, когда самка сидит на краю гнезда хозяина над его кладкой, в результате это приводит к появлению трещин в скорлупе у одного или нескольких яиц хозяина. В Африке самцы отвлекают хозяина, пока самка откладывает яйцо. В одно и тоже гнездо хозяина может быть отложено несколько яиц, и в двух случаях было обнаружено, что две молодые кукушки успешно вылетели из одного гнезда. В Африке гнездовые хозяева этого вида - Pycnonotus barbatus, Pycnonotus capensis,  Turdoides fulvus, Turdoides rubiginosus, Lanius collaris, Andropadus importunus, Terpsiphone viridis, Dicrurus adsimilis и некоторые другие виды. Для дроздовых тимелий (Turdoides) свойственно коммунальное гнездование и помошничество, и  птенцов сорочьей кукушки кормят сразу несколько членов группы. Наблюдали, как одного кукушонка кормили сразу четыре полосатых тимелии.
Кожа молодых птиц темнеет от розового до пурпурно-коричневого в течение двух дней после вылупления. Зев у птенца красный, клювные валики в углах рта жёлтые. В отличие от некоторых других кукушек, птенцы не выкидывают яйца хозяина из гнезда, хотя они требуют большего количестваи пищи, что может приводить к голоданию птенцов хозяина.
Эти кукушки питаются насекомыми, в том числе волосатыми гусеницами, которых собирают с земли или рядом с её поверхностью. Кукушка прежде чем гусеницу  проглотить "выжимает" её от одного конца к другому, чтобы удалить кишку. Иногда сорочьи кукушки питаются фруктами.

## В культуре
Сорочья хохлатая кукушка фигурирет в древнеиндийской поэзии как "чатака". Согласно индийской мифологии эта птица с клювом на темени  жаждет начала дождей. Поэт Калидаса использовал образ чатаки в своей «Мегхадуте» как метафору глубокой тоски, и эта традиция продолжена в других литературных произведениях.  Сатья Чарн Лоу, однако, отметил, что в Бенгалии чернокрылая йора ассоциируется с санскритской «чатакой», а не сорочья кукушка, которую сочли легендарной чатакой европейские востоковеды. Он также отметил, что в неволе чернокрылые йоры пили воду только в виде росы и брызг, собранных с листьев растений, что наводит на мысль, что это могло послужить основанием для идеи, что «чатака» пьет только капли дождя. В дополнение следует сказать, что в Бенгалии  чатакой также считают жаворонков (которые как и хохлатые кукушки тоже имеют хохолки).

## Дополнительные ссылки
- Голос сорочьей хохлатой кукушки на сайте xeno-canto.org